# The Psychedelic Furs (musikalbum)
The Psychedelic Furs är det självbetitlade debutalbumet av den brittiska gruppen The Psychedelic Furs, lanserat 1980 på skivbolaget Columbia Records. Albumet lanserades med olika låtlistor och skivomslag i Europa och Nordamerika. Majoriteten av låtarna på albumet producerades av Steve Lillywhite, men några låtar producerades av gruppen själv.

## Låtlista
Brittisk version:
1. "India" – 6:21
2. "Sister Europe" – 5:38
3. "Imitation of Christ" – 5:28
4. "Fall" – 2:40
5. "Pulse" – 2:37
6. "We Love You" – 3:26
7. "Wedding Song" – 4:19
8. "Blacks/Radio" – 6:56
9. "Flowers" – 4:10

Amerikansk version:
1. "India" – 6:21
2. "Sister Europe" – 5:38
3. "Susan's Strange" – 3:13
4. "Fall" – 2:40
5. "We Love You" – 3:26
6. "Soap Commercial" – 2:53
7. "Imitation of Christ" – 5:28
8. "Pulse" – 2:37
9. "Wedding Song" – 4:19
10. "Flowers" – 4:10

## Listplaceringar
- Billboard 200, USA: #140[1]
- UK Albums Chart, Storbritannien: #18[2]